# Antoine L'Hote
Antoine L'Hôte, né le 27 mai 2005 à Beuvry, est un coureur cycliste français. Il est membre de l'équipe Decathlon AG2R La Mondiale Development.

## Biographie

### Débuts cyclistes et carrière chez les amateurs
Antoine L'Hôte est né en mai 2005 à Beuvry, dans le Pas-de-Calais. Il est le fils du coureur cycliste Nicolas L'Hôte, qui fut brièvement professionnel à la fin des années 1990,. Rapidement intéressé par le vélo, il commence à pratiquer ce sport dès l'âge de cinq ans. Il évolue successivement au CC Cauchois, au CC Manqueville Lillers, à l'ES Arques puis au VC Roubaix-Lille Métropole. 
Lors de la saison 2022, il se distingue en remportant le championnat de France sur route chez les juniors. La même année, il obtient une victoire et diverses places d'honneur dans des courses fédérales. Il finit par ailleurs troisième de Liège-Bastogne-Liège juniors. Après ses performances, il intègre l'équipe junior d'AG2R Citroën en 2023, tout en restant licencié à Roubaix. Malgré diverses chutes, il obtient de bons résultats au niveau international en finissant troisième d'une étape de l'Eroica Juniors, quatrième de la dernière étape du Trophée Centre Morbihan, sixième de La Philippe Gilbert Juniors, neuvième du Saarland Trofeo ou encore dixième de la Guido Reybrouck Classic. Il devient également champion des Hauts-de-France du contre-la-montre juniors.

### Carrière professionnelle
En 2024, il passe tout naturellement professionnel dans la nouvelle réserve de l'équipe Decathlon-AG2R La Mondiale. Compte tenu de son jeune âge, il bénéficie d'un calendrier aménagé. Il finit néanmoins seizième du Tour de Grande-Bretagne et 31e de la Polynormande. En septembre, il gagne la première étape ainsi que le classement général du Tour d'Eure-et-Loir. Il s'impose ensuite sur Paris-Tours espoirs au mois d'octobre. En 2025, il gagne une étape et le général de l'Olympia's Tour.

## Palmarès
- 2022
  -  Champion de France sur route juniors
  - Prix de la Saint-Laurent Juniors
  - 2e du championnat des Hauts-de-France sur route juniors
  - 2e de la Flèche Plédranaise
  - 3e de Liège-Bastogne-Liège juniors
  - 3e de La Cantonale Juniors
  - 3e des Boucles de l'Oise Juniors
- 2023
  - Champion des Hauts-de-France du contre-la-montre juniors
- 2024
  - Tour d'Eure-et-Loir  :
    - Classement général
    - 1re étape

  - Paris-Tours espoirs
- 2025
  - Olympia's Tour : 
    - Classement général
    - 5e étape

  - 3e du championnat de France sur route espoirs